# Фигейреду-даш-Донаш
Фигейреду-даш-Донаш (порт. Figueiredo das Donas)  —  район (фрегезия) в Португалии,  входит в округ Визеу. Является составной частью муниципалитета  Возела. Находится в составе крупной городской агломерации Большое Визеу. По старому административному делению входил в провинцию Бейра-Алта. Входит в экономико-статистический  субрегион Дан-Лафойнш, который входит в Центральный регион. Население составляет 440 человек на 2001 год. Занимает площадь 4,15 км².
Покровителем района считается Дева Мария (порт. Nossa Senhora das Neves). 

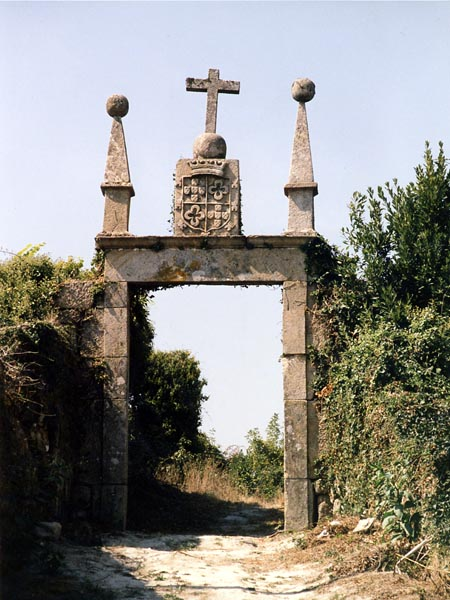